# Protome

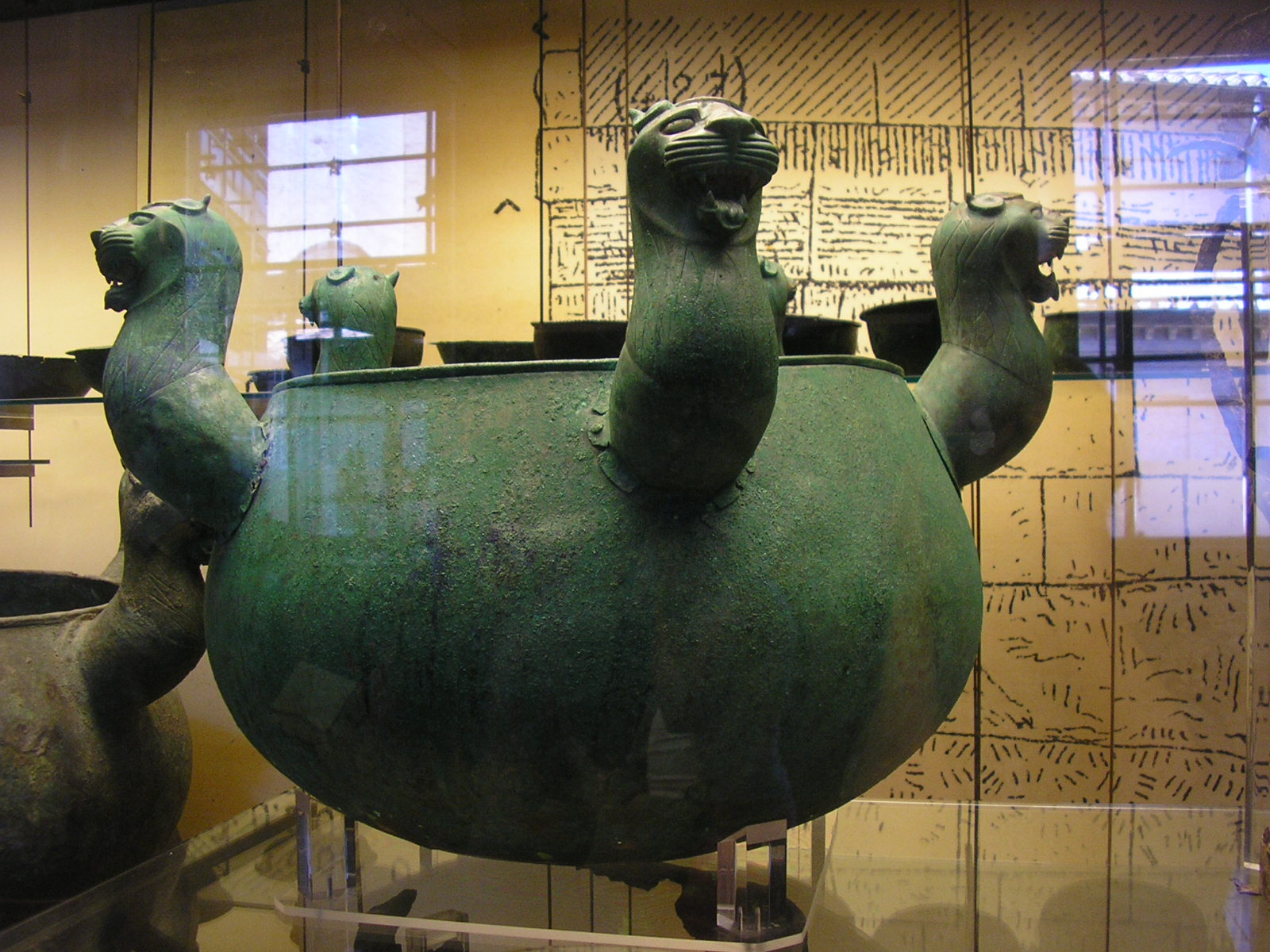
Etruskischer Bronzekessel mit Pantherprotomen aus der Tomba Regolini-Galassi in Cerveteri, um 650 vor Christus.

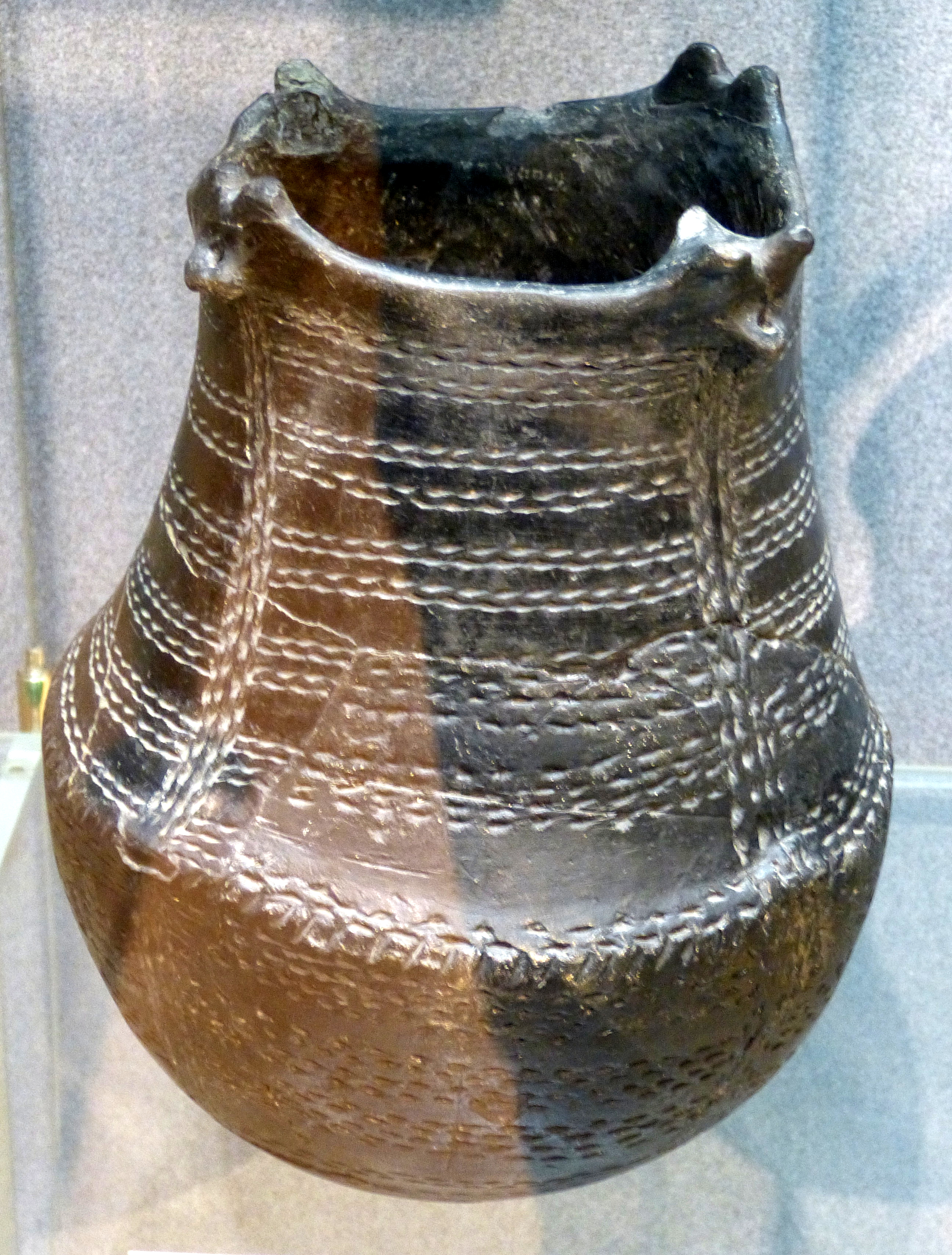
Rinderprotome aus Bad Frankenhausen

Eine Protome ist in der Kunstgeschichte ein plastisches Kunstwerk, das den vorderen Teil eines Tieres oder Menschen darstellt und meist mit einem anderen Objekt verbunden ist.

## Beschreibung
Protomen sind plastische Kunstwerke, die den vorderen oder oberen Teil eines Tieres, eines Fabelwesens oder eines Menschen in Frontalansicht darstellen. Unter dem vorderen oder oberen Teil versteht man dabei eine Maske, einen Kopf mit oder ohne Hals, eine Büste oder eine Halbfigur.
Protomen waren meist als unselbständige Kunstwerke (Appliken) mit Gefäßen, Geräten, Schmuck, Skulpturen oder Bauwerken verbunden. Selbständige Kunstwerke waren die bei den Griechen als Weihegeschenke verwendeten Kopfprotomen weiblicher Gottheiten.
Viele Objekte, die definitionsgemäß Protomen sind, werden üblicherweise mit eigenen Begriffen bezeichnet. Dies trifft z. B. zu für entsprechend gestaltete Büsten, Hermen, Masken und Maskarone, Engelköpfchen, Bildnismedaillons, Attaschen, Wasserspeier und Akrotere.

## Geschichte
Zahl in Klammern: Nummer eines Bildbeispiels.
Eine umfassende und systematische Untersuchung der geschichtlichen Entwicklung der Protomen fehlt bisher.
Älteste Beispiele von Protomen (vier Widder) finden sich bei einer Lampe oder Opferschale von Szeged der neolithischen Theiß-Kultur in Ungarn. Später dann am Tierkopfrhyta, z. B. an minoischen Stierkopfrhyta aus dem 16. Jahrhundert v. Chr. (2) und an hethitischen aus dem 15.–13. Jahrhundert vor Christus (12).

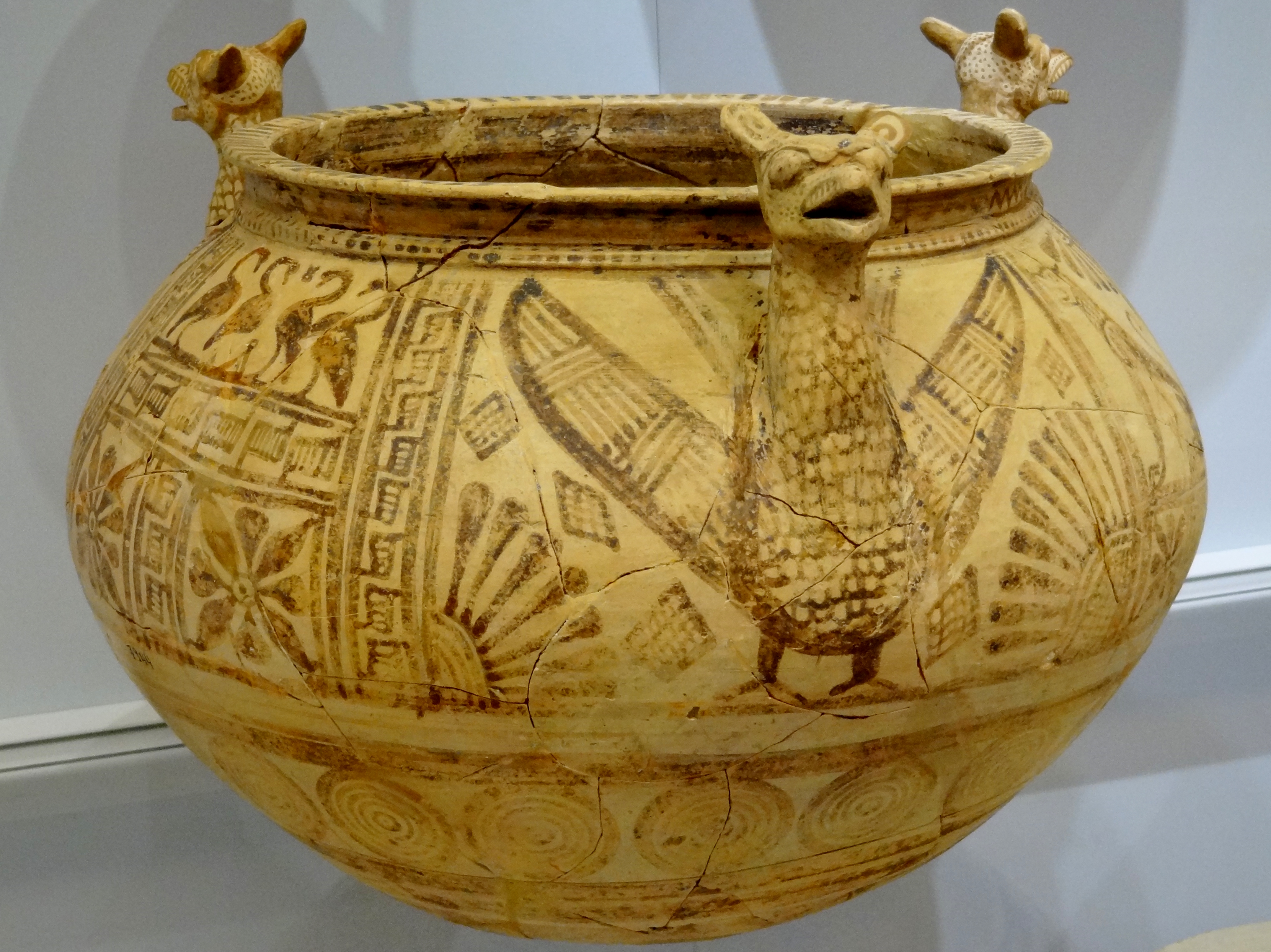
Lebes mit Greifen-Protomen aus Arkadia auf Kreta

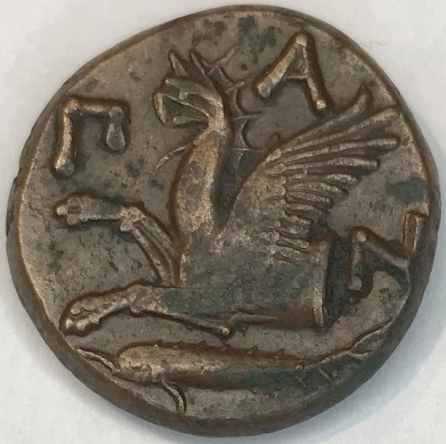
Greifen-Protome, dargestellt auf einem antiken Tetrachalkon (Bronzemünze) von Pantikapaion auf der Krim, 310–304 v. Chr.

Protomen wurden auch zur Verzierung von Kesseln mit Dreifußuntersatz verwendet. Die frühesten Exemplare stammen aus dem 8. Jahrhundert vor Christus, z. B. Kessel mit Stierprotomen aus Urartu, die die mit Greifen- und anderen Tierprotomen verzierten archaischen Kessel aus Olympia (14) und Samos beeinflussten (ab dem 7. Jahrhundert vor Christus). In etruskischen Gräbern des 7. Jahrhunderts vor Christus wurden Kessel mit Schlangenprotomen (Tomba Bernardini in Palestrina) und mit Pantherprotomen (Tomba Regolini-Galassi in Cerveteri) gefunden.
Aus der achämenidischen Zeit sind aus Susa und Persepolis Stier-, Löwen- und Greifenprotomen an Schmuck (9), Geräten (6), Gefäßen (15) und monumentalen Sattelkapitellen (10) bekannt sowie eine Ziegenkopfprotome als Teil eines Rhytons unbekannter Herkunft im Reza-Abbasi-Museum. Im Iranischen Nationalmuseum Teheran befindet sich ein um 900 v. Chr. stammendes bemaltes kugeliges Tongefäß mit Rinderprotome aus Rudbar in der nordiranischen Provinz Gilan.
Zur Verwendung der Protomen nach dem Altertum gibt es bisher keine zusammenfassende Darstellung. Die Galerie zeigt einige Beispiele aus der Neuzeit (3, 7, 8, 11, 13).

## Wortherkunft
Das Wort Protome leitet sich ab von altgriechisch προτομή (protomé) „der vordere oder obere Teil eines Tieres“, dem das Verb προτέμνω (protémno) „vorn abschneiden“ zugrunde liegt. „Vorn abschneiden“ bezog sich ursprünglich auf einen Tierbalg, der noch mit seinem Kopf verbunden war. In der Ethnologie bezeichnet das Protom eine zu kultischen Zwecken, etwa bei Initiationszeremonien in Afrika, oder als Würdezeichen verwendete Tierverkleidung. Ein solches Protom kann aus einem Fellstreifen, Klauen oder Zähnen eines bestimmten Tiers bestehen.

## Übersetzungen
| Sprache     | Singular    | Plural       | Betonung            |
| Deutsch     | die Protome | die Protomen | protoˡme, proˡtomen |
| Englisch    | the protome | the protomes | ˡprotome, ˡprotomes |
| Französisch | le protomé  | les protomés |                     |
| Italienisch | la protome  | le protomi   | ˡprotome, ˡprotomi  |
| Spanisch    | el prótomo  | los prótomos |                     |

## Galerie

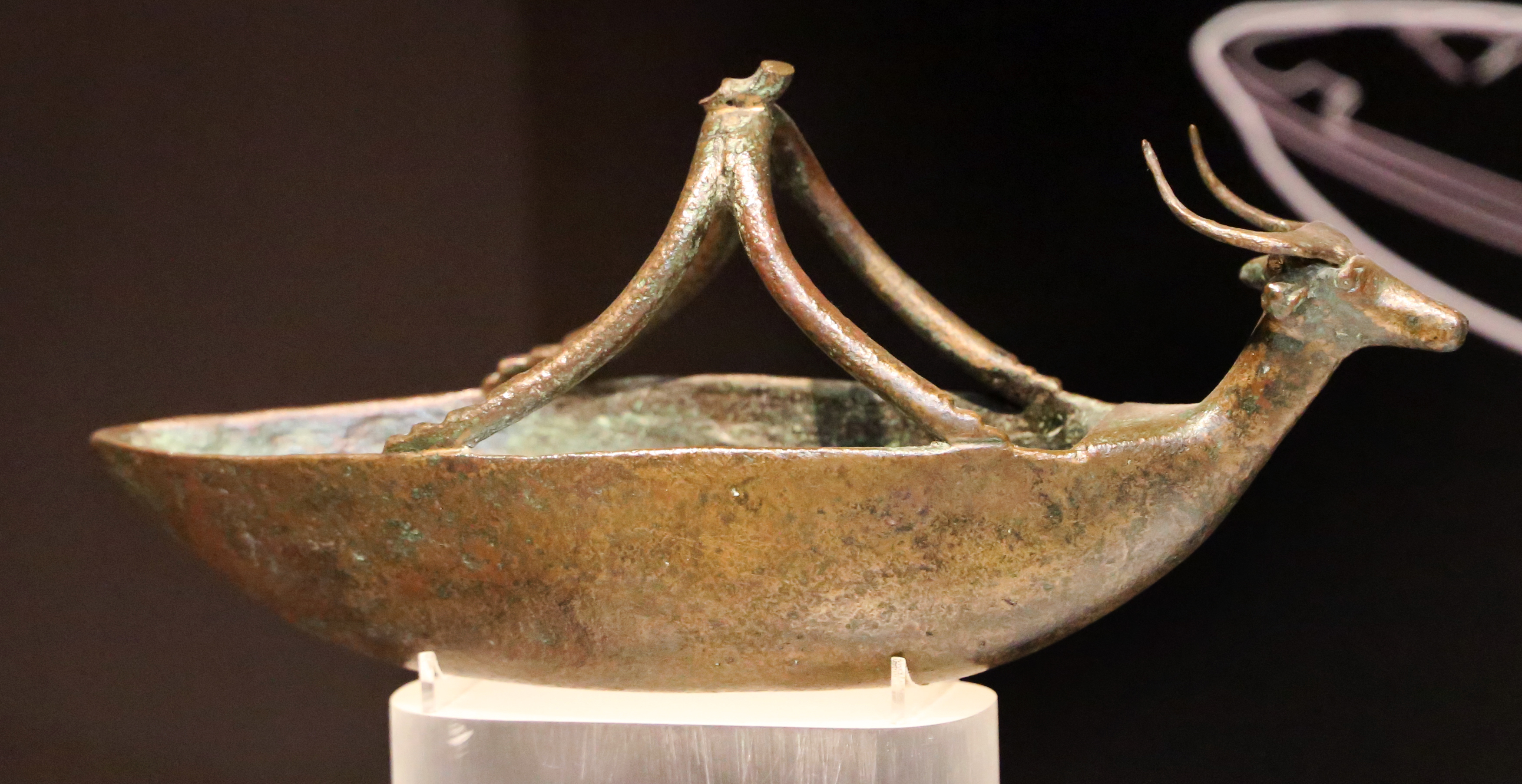
Sardische Gazellenprotome
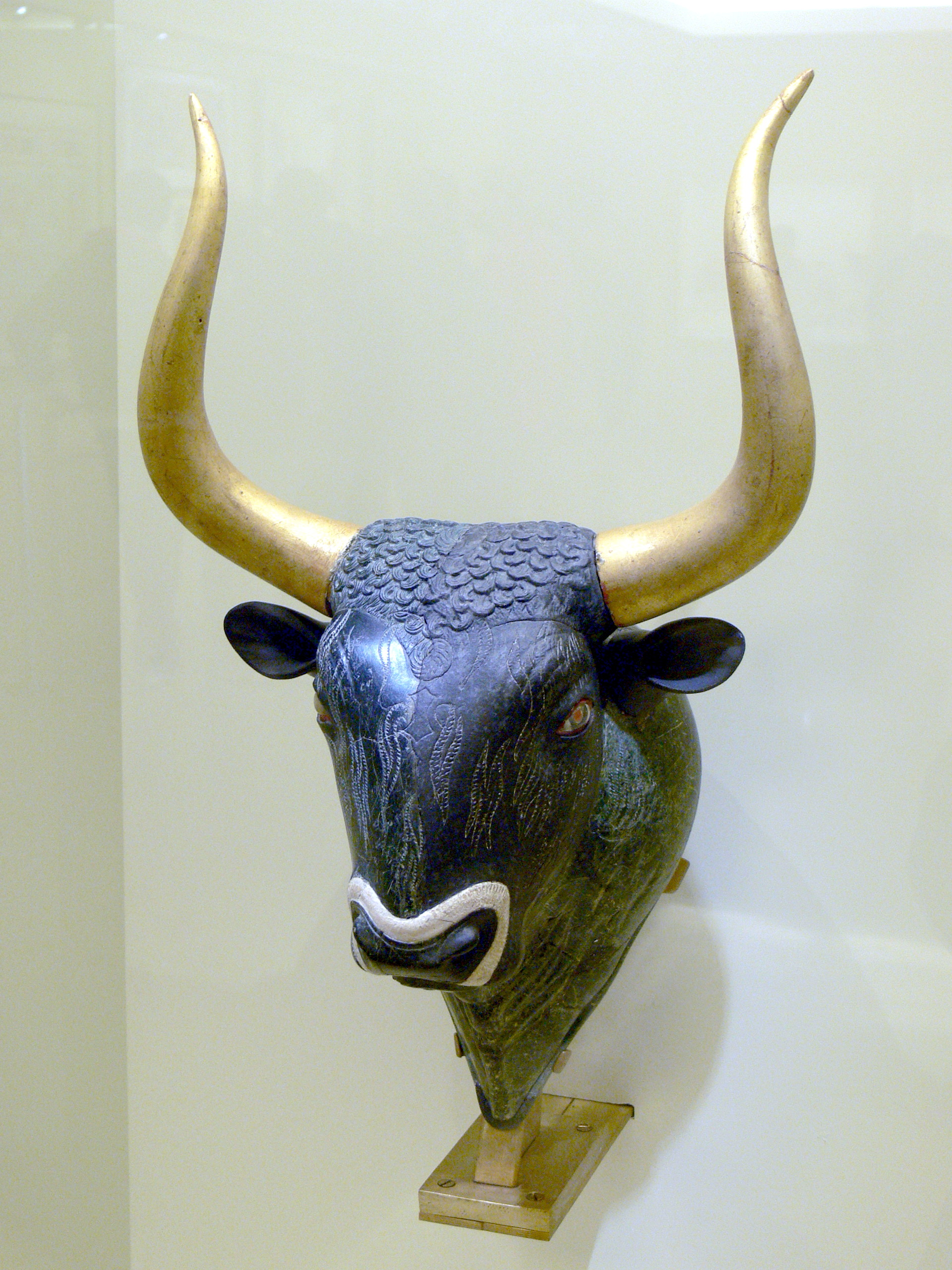
Bild 3: Minoisches Stierkopfrhyton, 16.  Jahrhundert vor Christus.
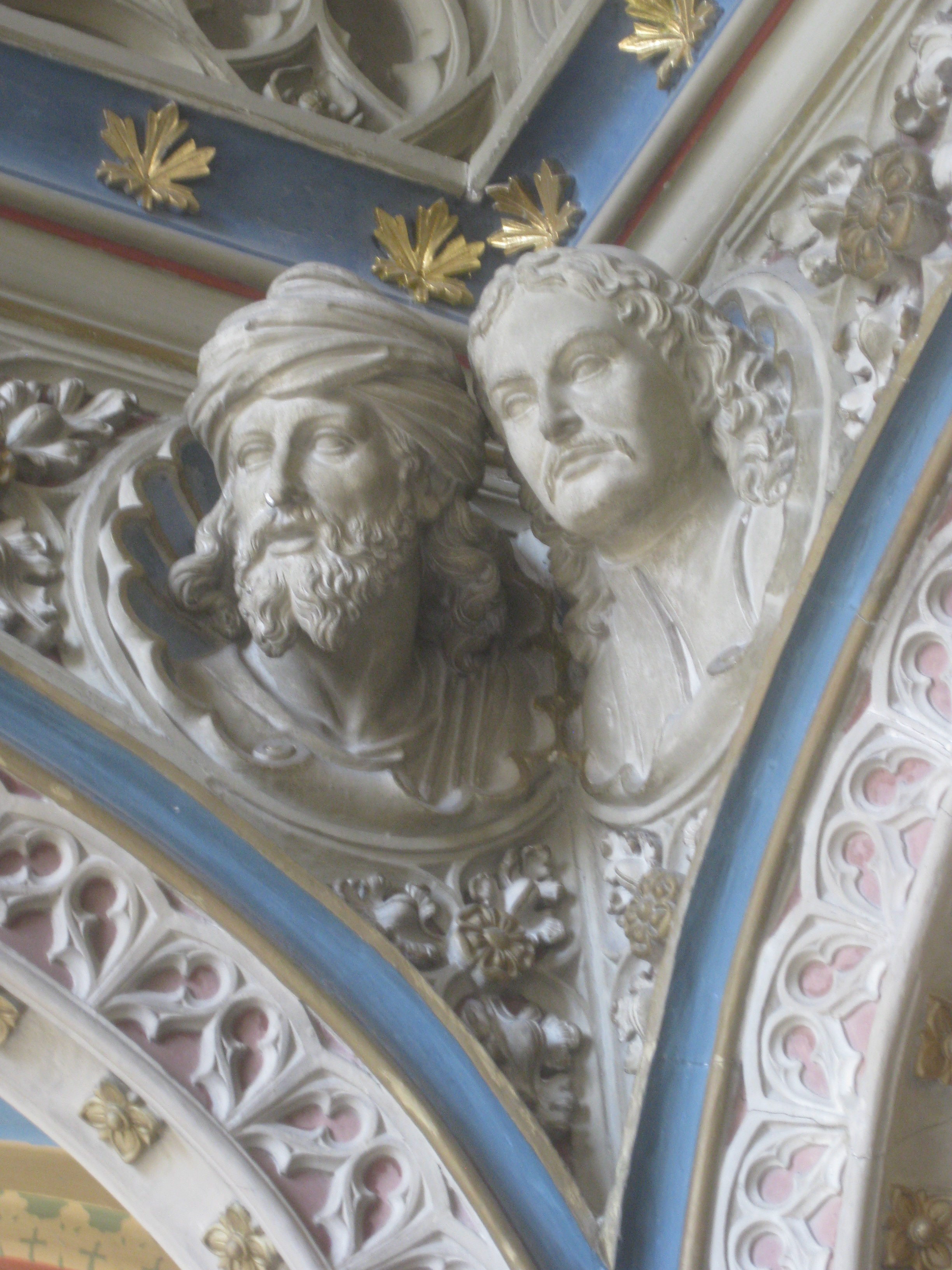
Bild 4: Zwei Protomen mit männlichen Büsten an der Empore der Schlosskirche im Alten Schloss in Stuttgart, 16. Jahrhundert.
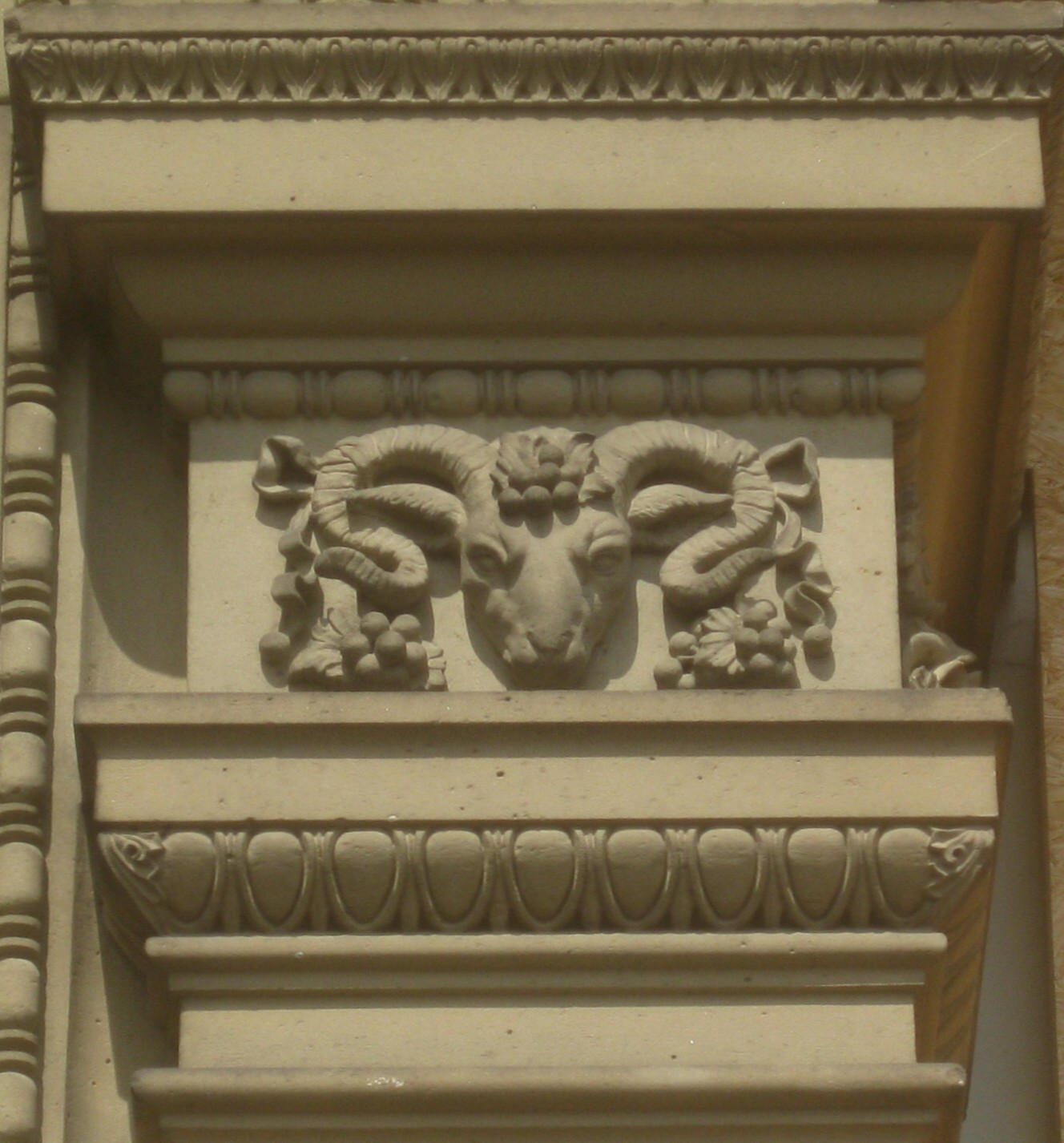
Bild 5: Kämpferrelief mit Widderprotome an der Villa Berg in Stuttgart, um 1851.
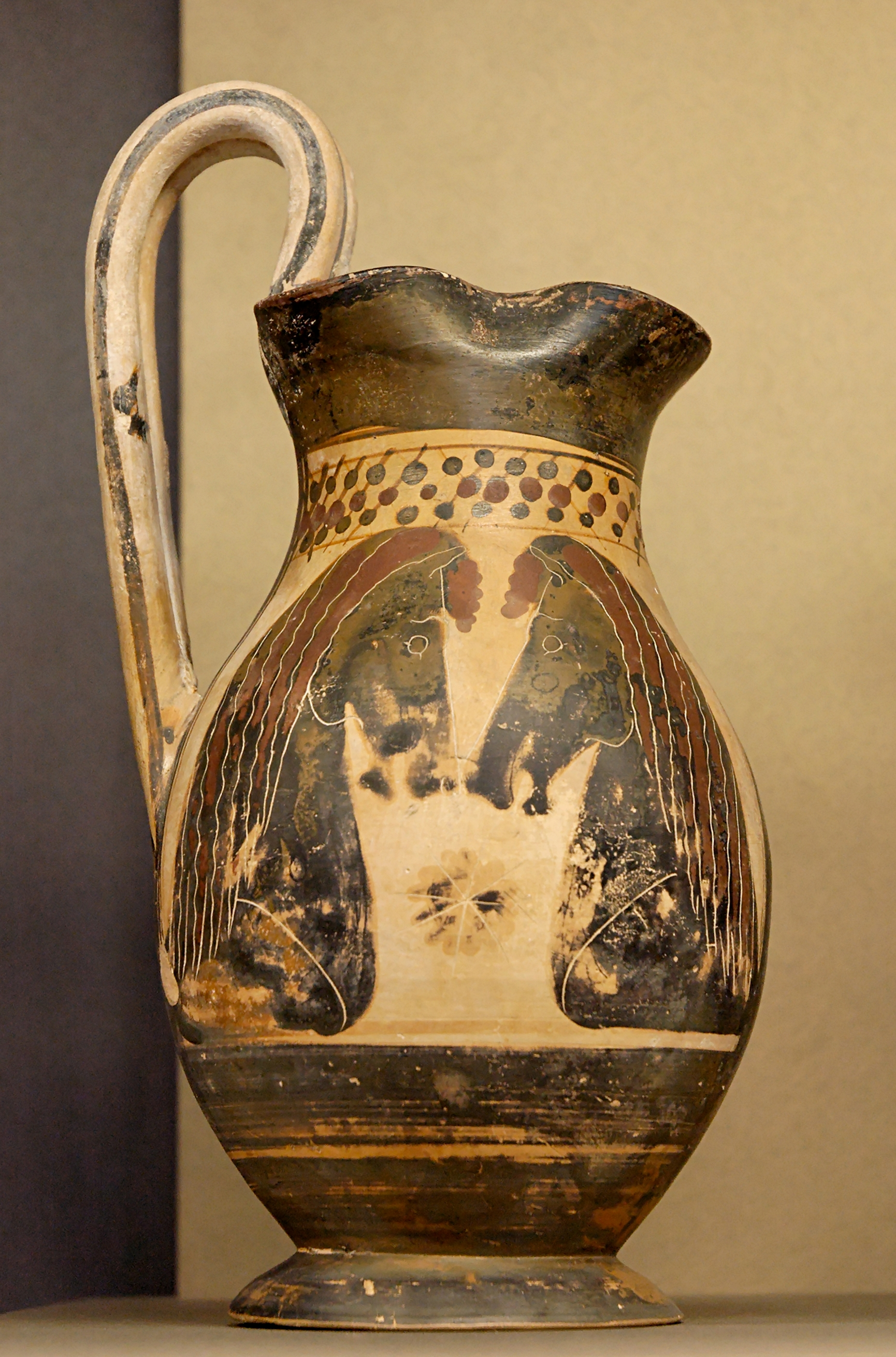
Bild 6: Korinthische Olpe mit Pferde-Doppelprotome, 575–550 vor Christus.
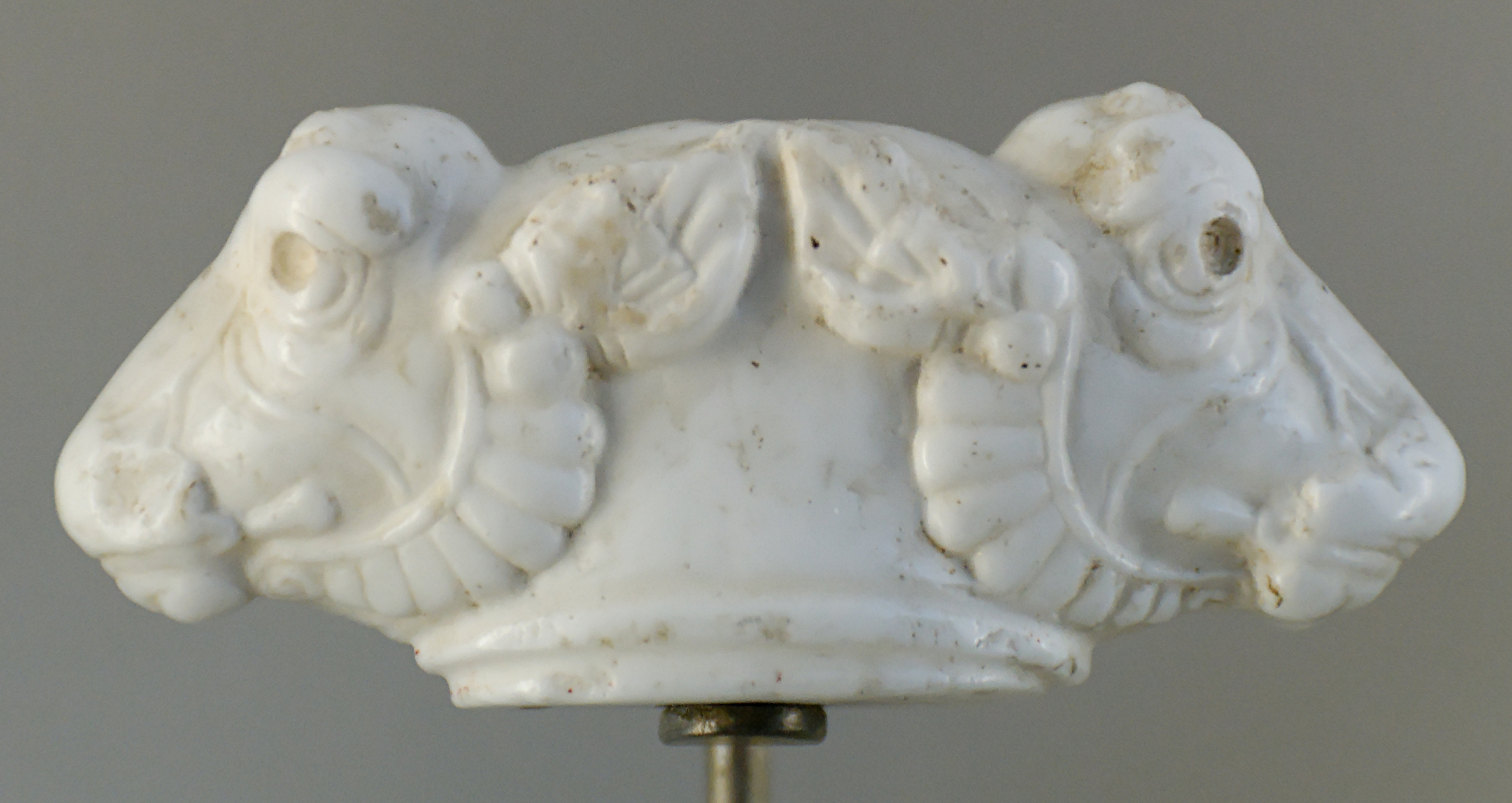
Bild 7: Achämenidischer Schwertknauf mit Stier-Doppelprotome aus Susa, 6.–5. Jahrhundert vor Christus.
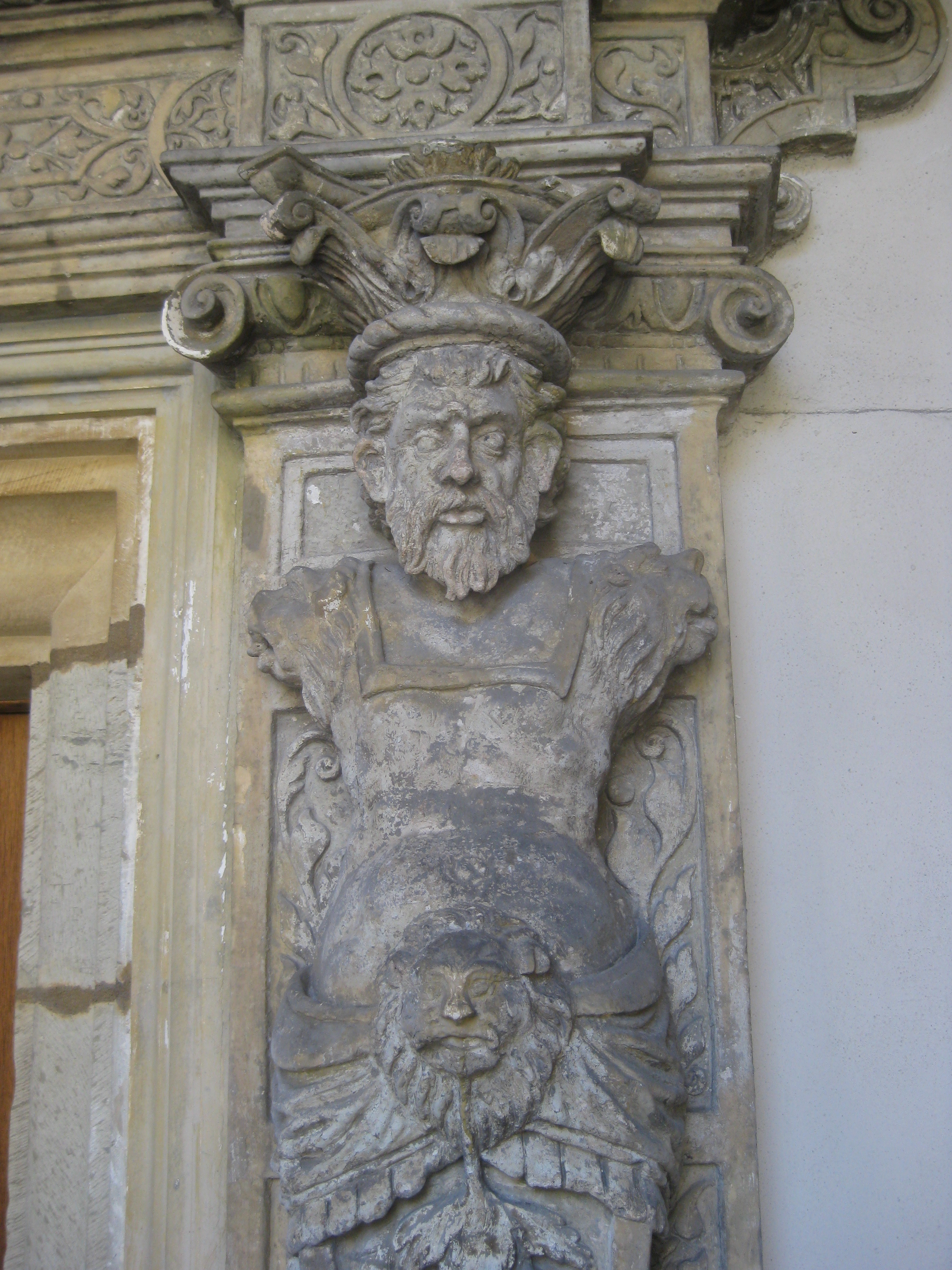
Bild 8: Herme mit (a) Fratzenprotome am Bauch und (b) zwei Löwenprotomen an den Armstümpfen im Alten Schloss in Stuttgart, 16. Jahrhundert.
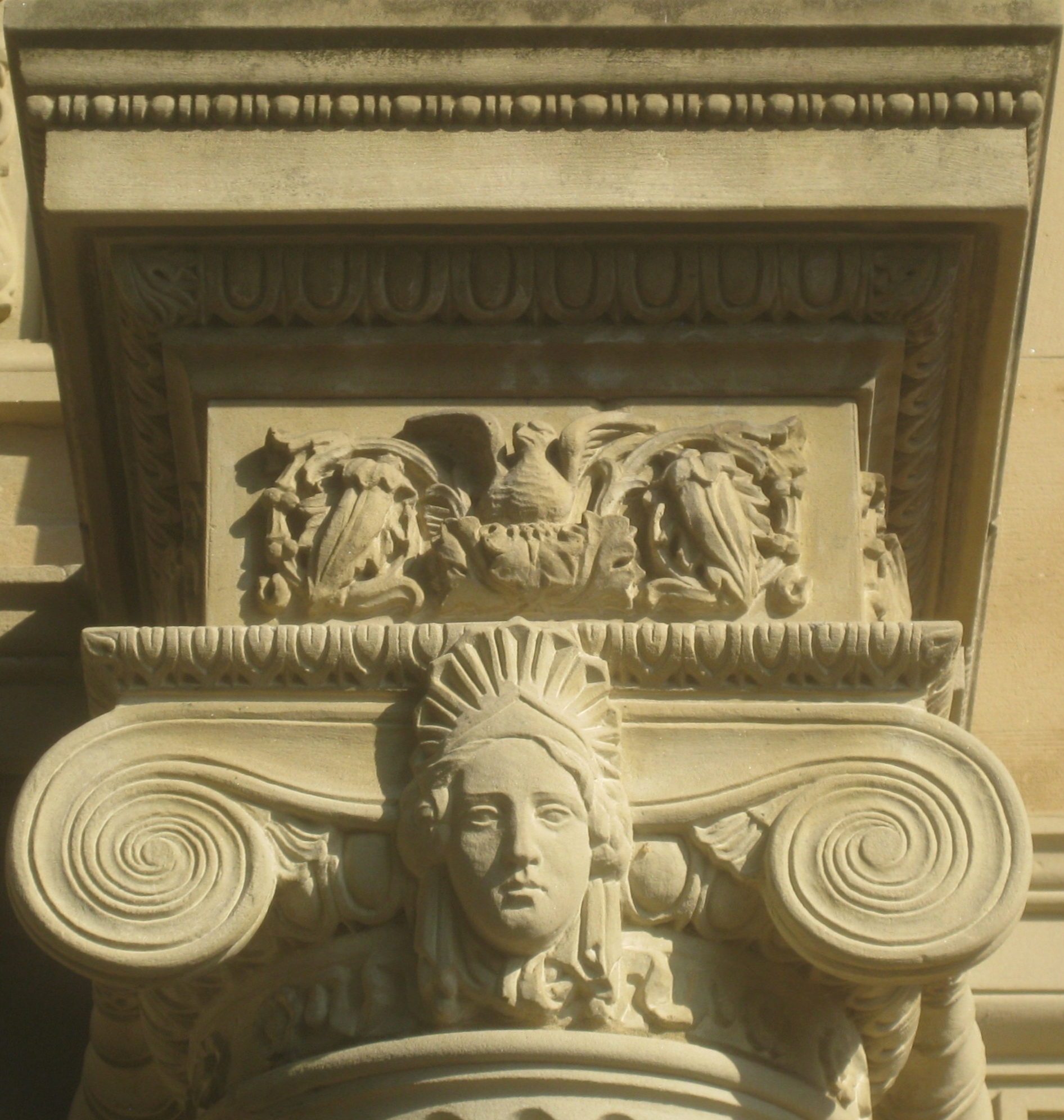
Bild 9: Jonisches Kapitell mit weiblicher Kopfprotome an der Villa Berg in Stuttgart, um 1850.
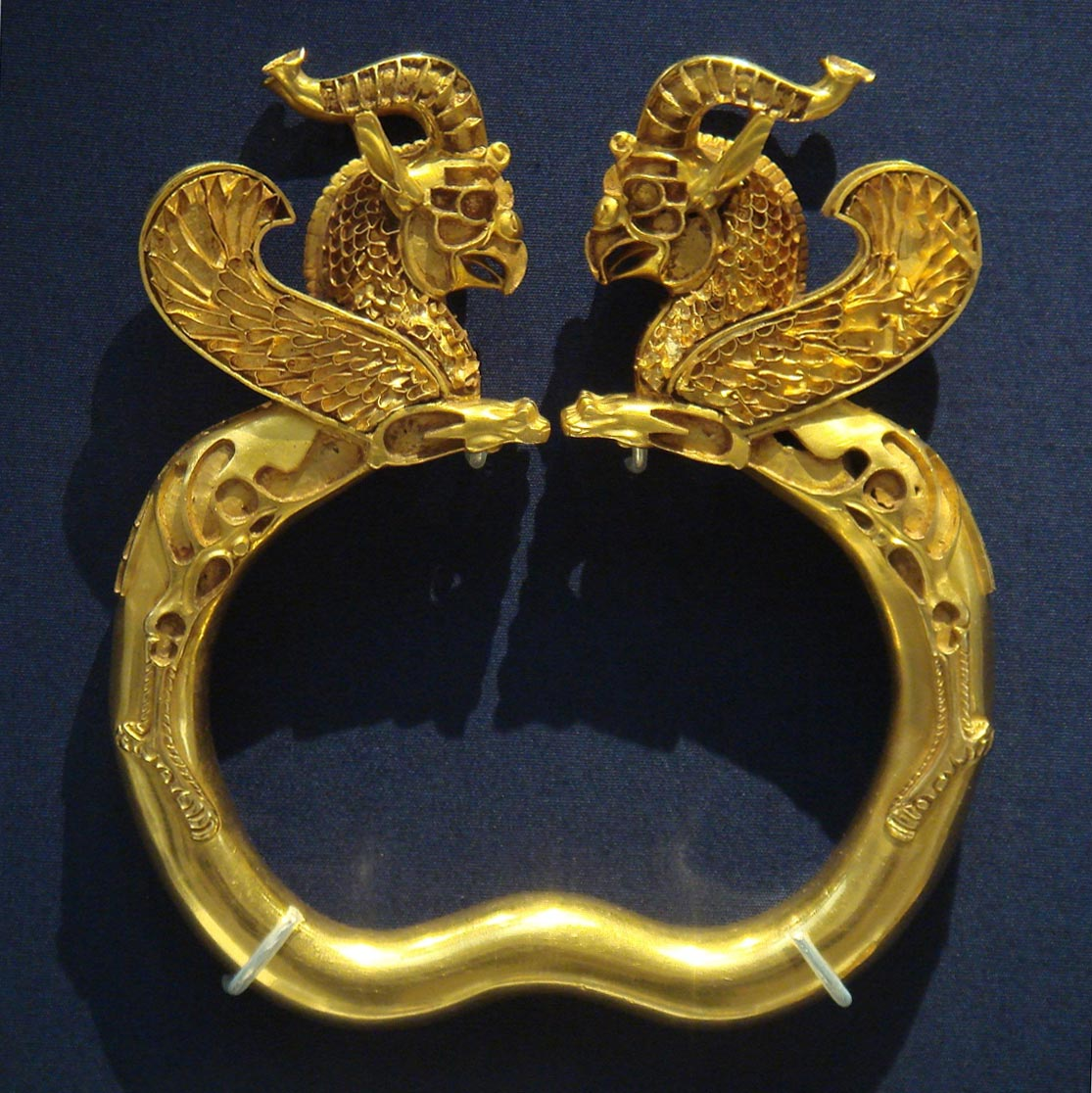
Bild 10: Achämenidischer Armreif mit Greifen-Doppelprotome aus dem Oxus-Schatz, 5.–4. Jahrhundert vor Christus.
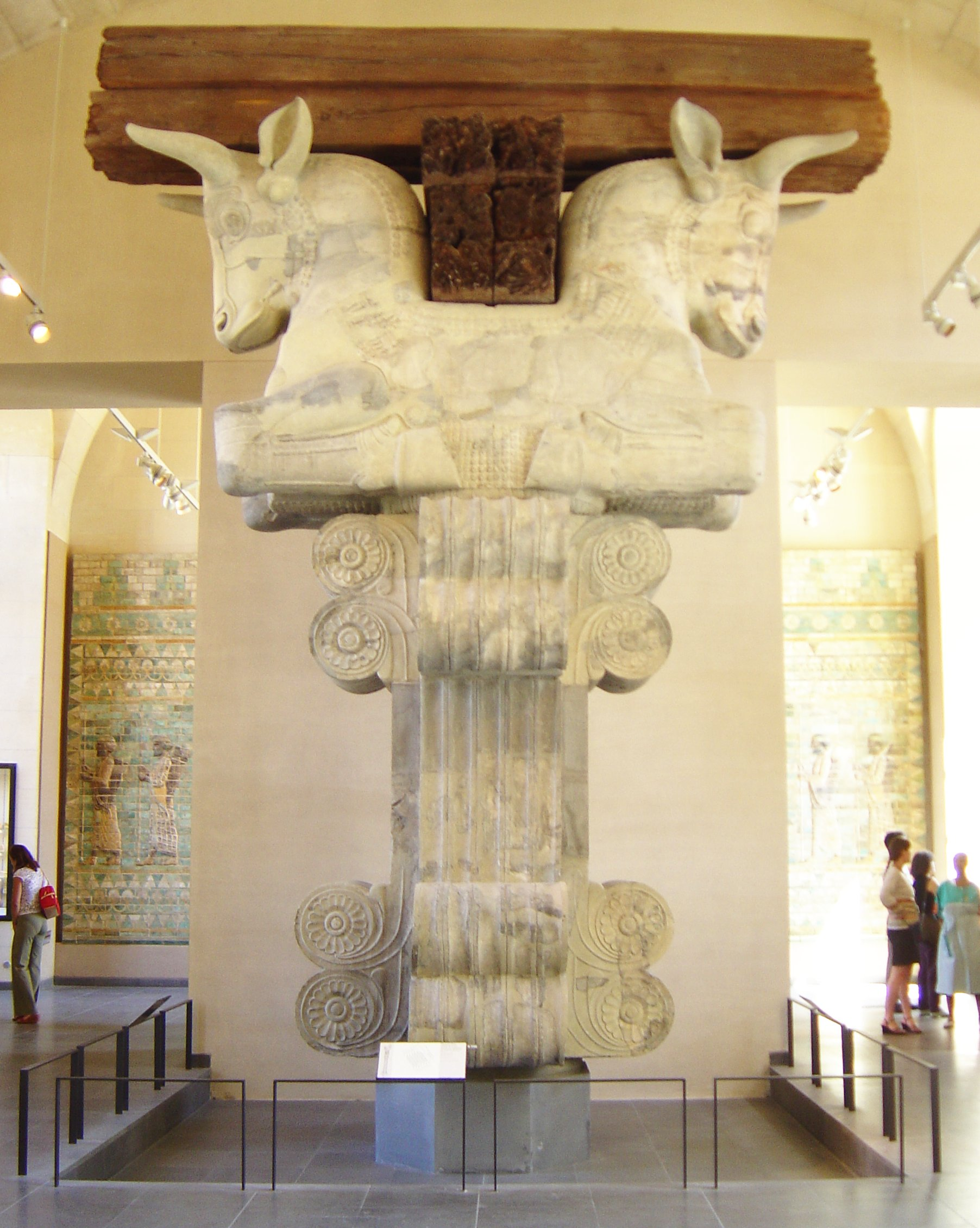
Bild 11: Sattelkapitell mit Stier-Doppelprotome aus Susa, um 510 vor Christus.
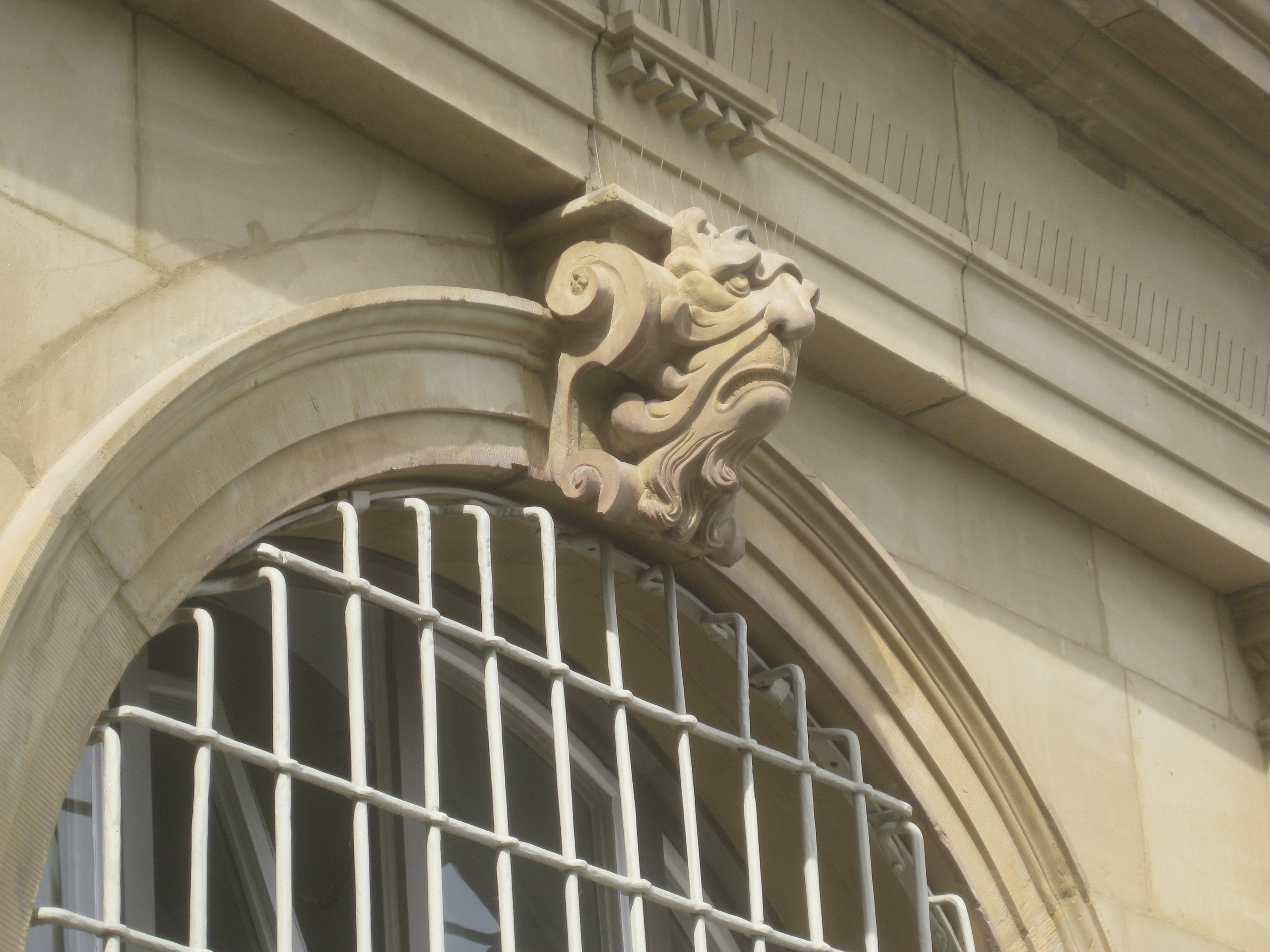
Bild 12: Konsole mit Maskenprotome am Prinzenbau in Stuttgart, 1715.
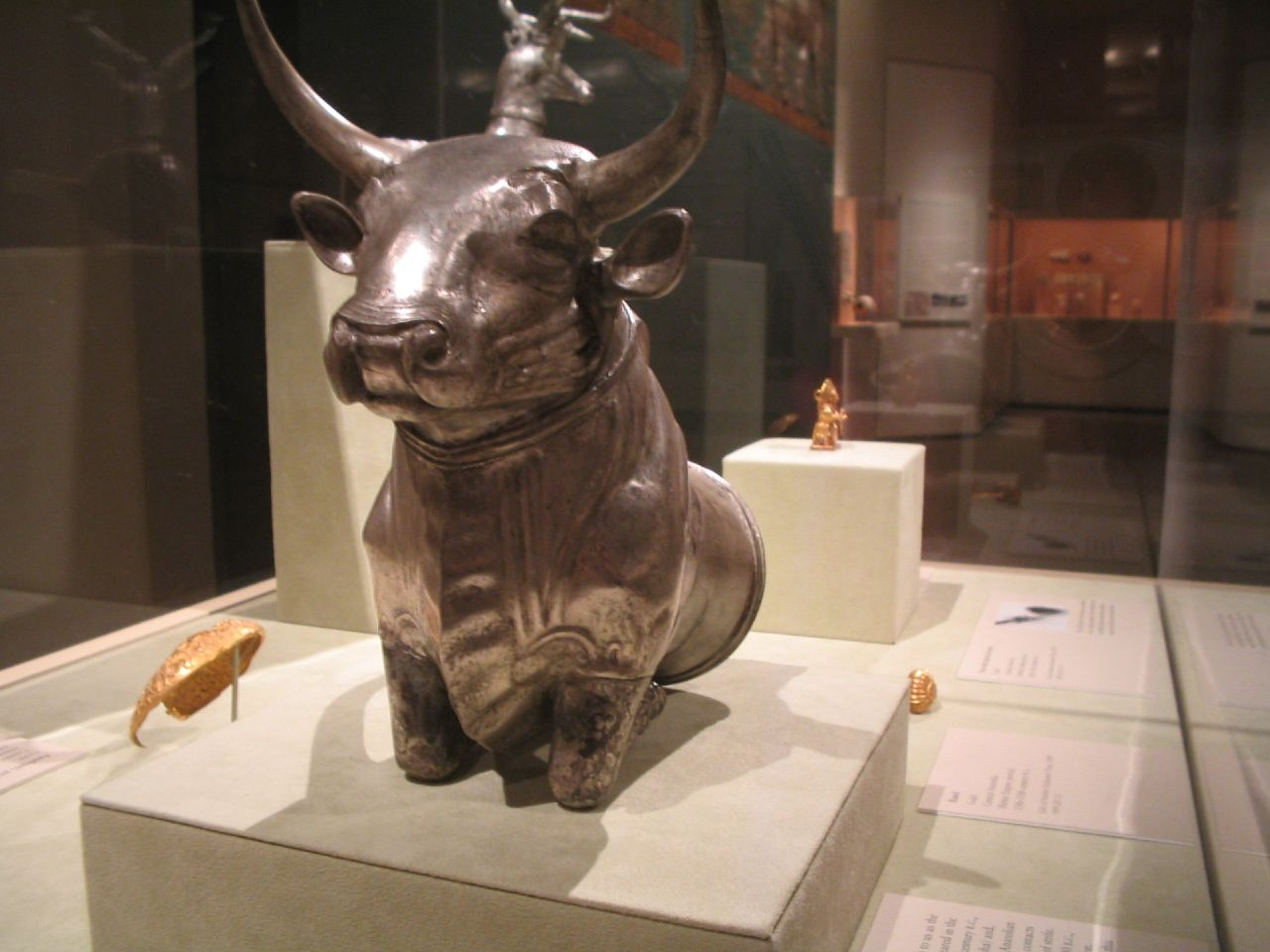
Bild 13: Hethitisches Stierkopfrhyton, 15.–13. Jahrhundert vor Christus.
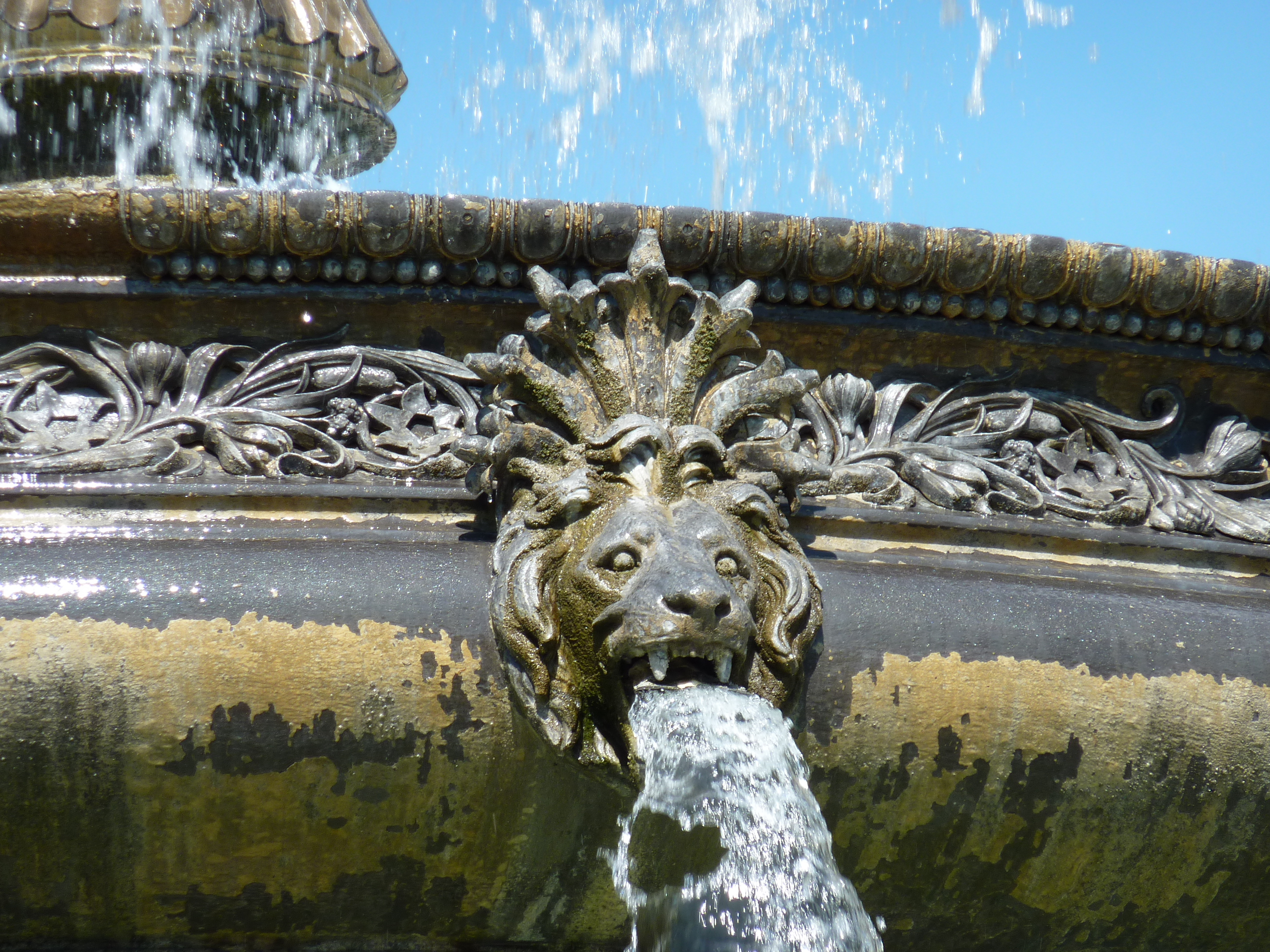
Bild 14: Springbrunnen auf dem Schloßplatz in Stuttgart mit Löwenmaskenprotome, 1863.
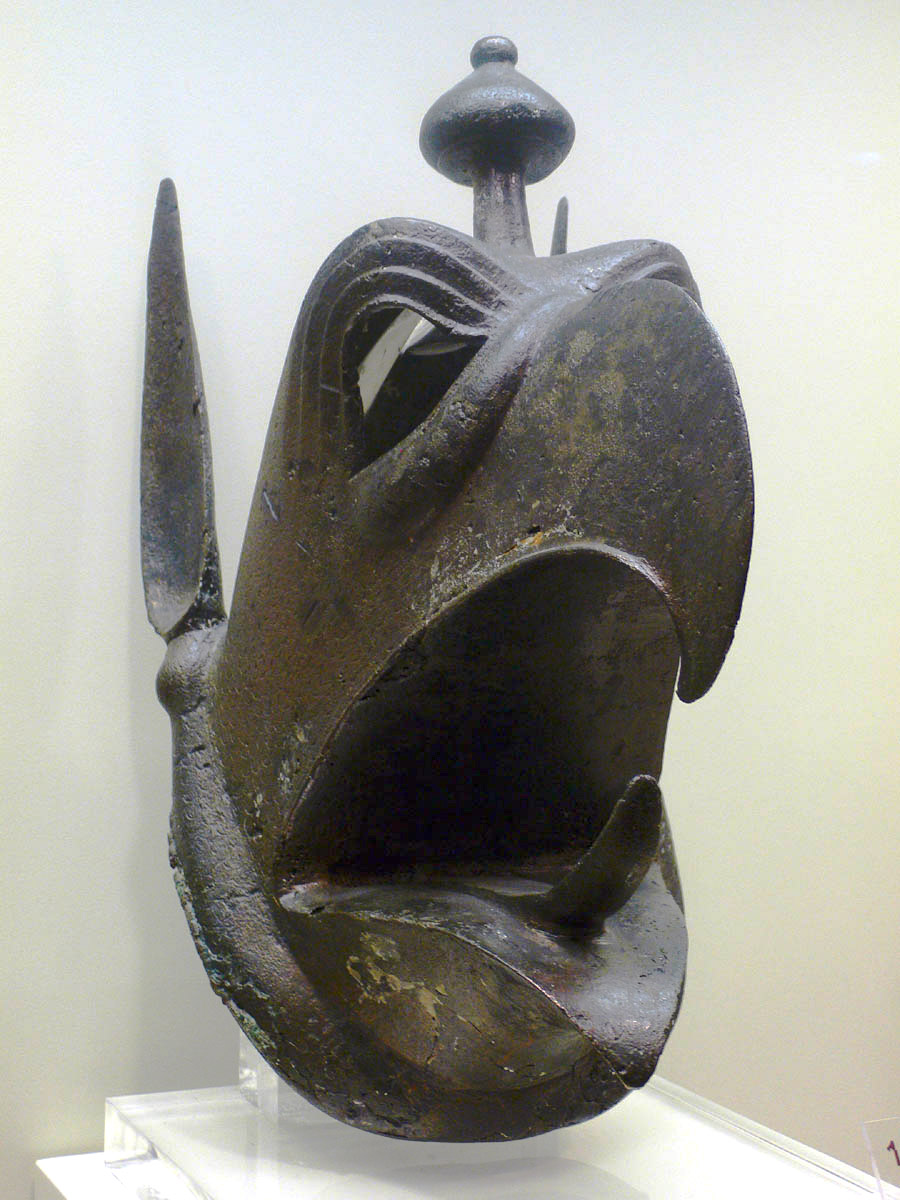
Bild 15: Kopfteil einer Greifenprotome aus Olympia, 7. Jahrhundert vor Christus.
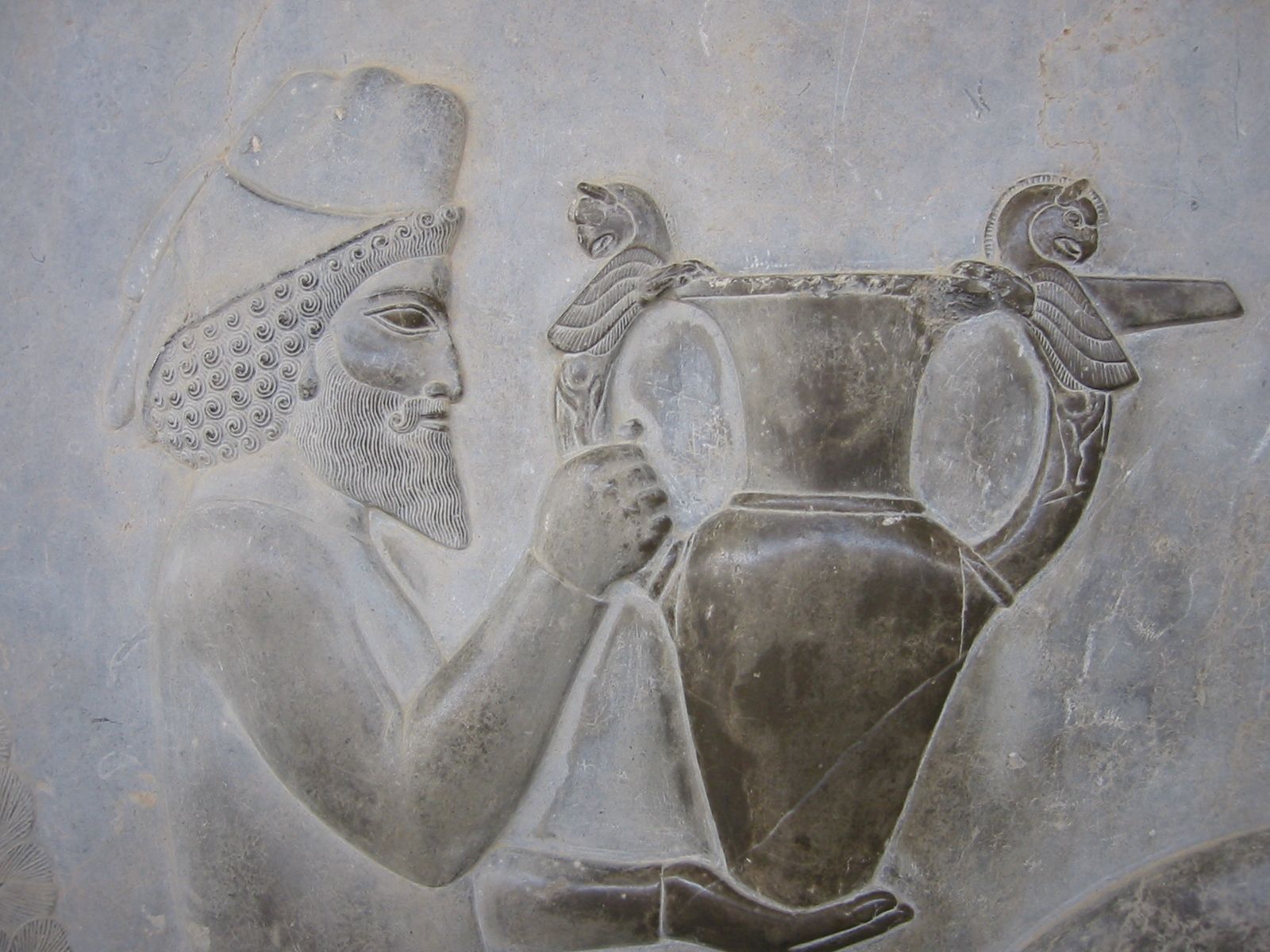
Bild 16: Ausschnitt aus einem achämenidischen Relief in Persepolis mit einer Amphora mit Greifenprotomen, 6.–5. Jahrhundert vor Christus.
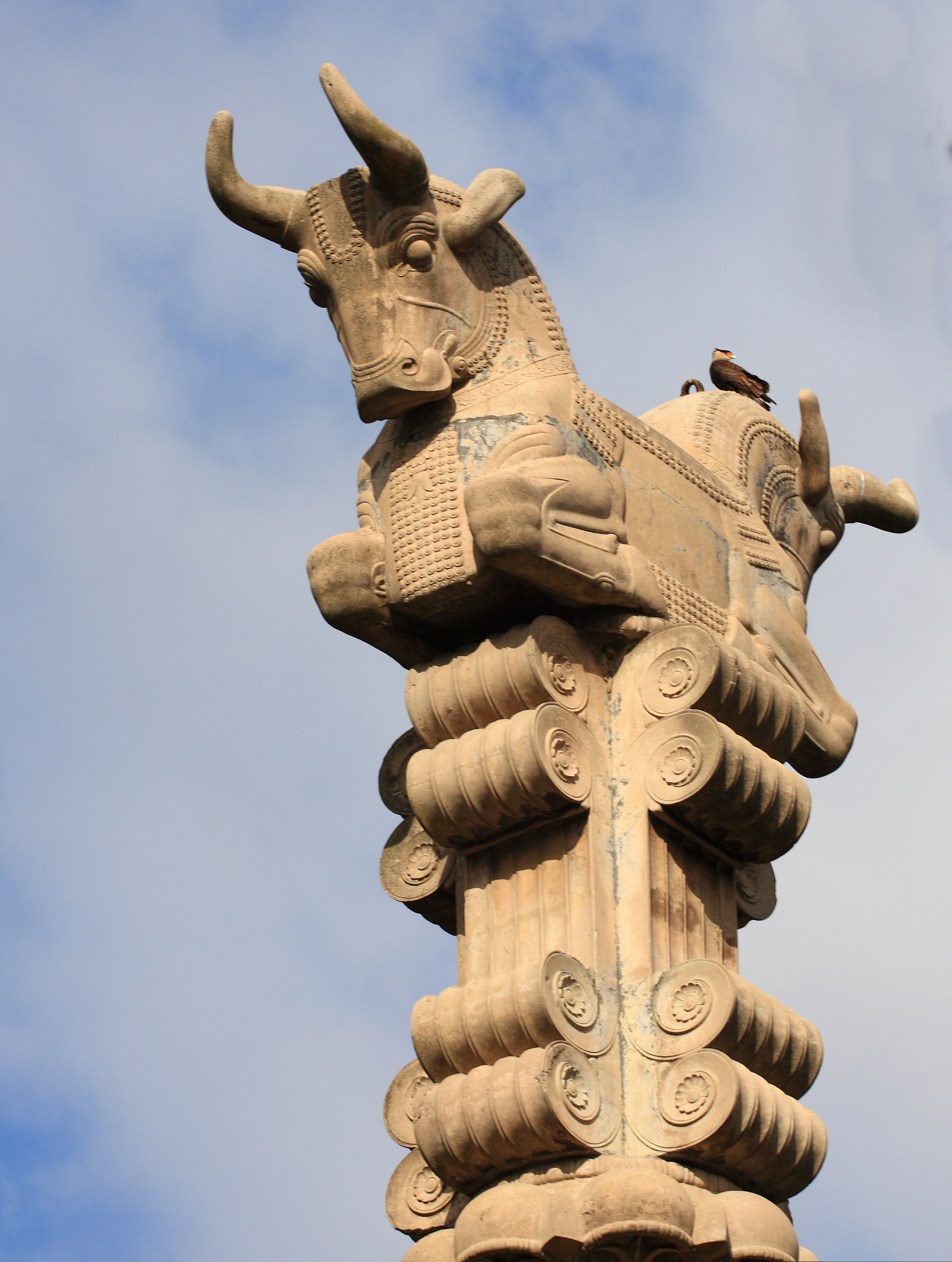
Bild 17: Persepolis, 6. Jahrhundert vor Christus.
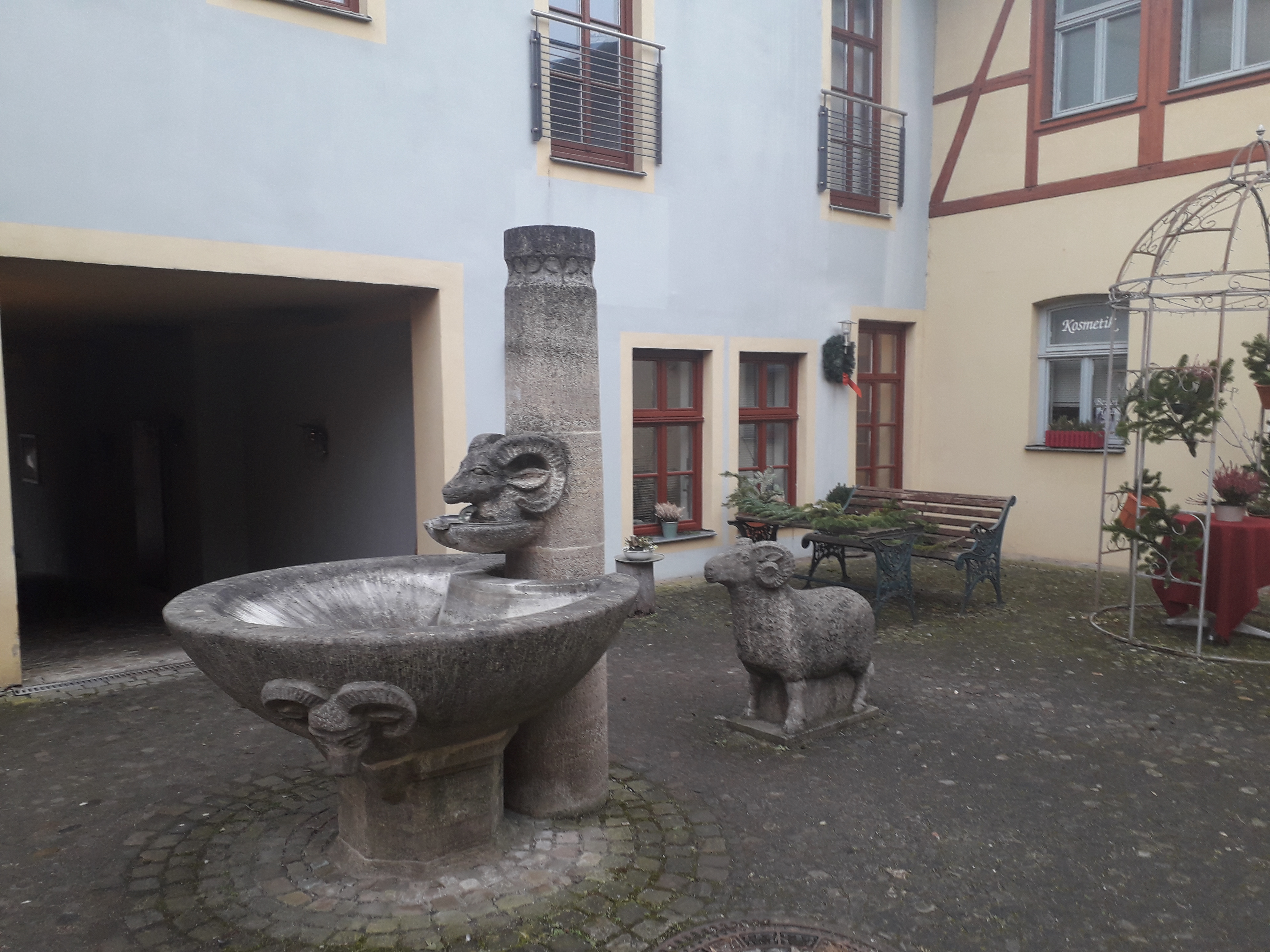
Bild 18: Widderbrunnen in Naumburg, 20. Jahrhundert

### Wörterbücher
- Salvatore Battaglia: Grande dizionario della lingua italiana, Band 14, Turin 1988, S. 756.
- Louis Guilbert (Redaktion); René Lagane (Mitarbeit): Grand Larousse de la langue française : en 6 volumes, Band 5, Paris 1976, S. 4718.
- Paul Imbs (Hrsg.): Trésor de la langue française : dictionnaire de la langue du XIXe et du XXe siècle (1789–1960) , Band 13, Paris 1988.
- Ursula Kraif (Redaktion): Duden, das große Fremdwörterbuch : Herkunft und Bedeutung der Fremdwörter, Mannheim 2007, S. 1113.
- Henry George Liddell; Robert Scott: A Greek-English Lexicon, revised and augmented throughout by Sir Henry Stuart Jones, with the assistance of Roderick McKenzie, Oxford 1940, Stichwort προτομή , Stichwort προτέμνω .
- Wilhelm Pape: Griechisch-deutsches Handwörterbuch, Band 2, Braunschweig 1880, Stichwort προτομή, S. 793 , Stichwort προτέμνω, S. 791  .
- Manuel Seco; Olimpia Andrés; Gabino Ramos: Diccionario del español actual, Band 2, Madrid 1999, S. 3718.
- John Simpson: The Oxford English dictionary, Band 12, Oxford 1989, S. 697.

### Lexika
- Silvio Feri: Protome. In: Ranuccio Bianchi Bandinelli (Hrsg.): Enciclopedia dell’Arte Antica, Classica e Orientale, Band 6, Rom 1965, S. 517–518 (Volltext).
- Brockhaus Enzyklopädie in 30 Bänden, Band 22, Mannheim 2006, S. 196–197.
- Der Kunst-Brockhaus, Band 2, Wiesbaden 1983.
- P. W. Hartmann: Das grosse Kunstlexikon, ohne Ort 1996, Stichwort Protome .
- Harald Olbrich (Hrsg.): Lexikon der Kunst, Band 5, Leipzig 2004, S. 771.
- Wolf Stadler (Hrsg.); Ferdinand Anton (Mitarbeit): Lexikon der Kunst : Malerei, Architektur, Bildhauerkunst, Band 9, Freiburg 1989, S. 298.

### Monographien
- Marcella Barra Bagnasco: Protomi in terracotta da Locri Epizefiri. Contributo allo studio della scultura arcaica in Magna Grecia (= Ricerche. 1). Il Quadrante, Turin 1986, ISBN 88-391-0099-3.
- Silvio Ferri: Archeologia della „pròtome“. In: Annali della R. Scuola Normale Superiore di Pisa. Classe di Lettere e Filosofia. Serie 2, Band 2, 1933, S. 147–158, JSTOR:24298340.
- Werner Gauer: Die Bronzegefässe von Olympia. Mit Ausnahme der geometrischen Dreifüße und der Kessel des orientalisierenden Stils. Band 1: Kessel und Becken mit Untersätzen, Teller, Kratere, Hydrien, Eimer, Situlen und Cisten, Schöpfhumpen und verschiedenes Gerät (= Olympische Forschungen. 20). de Gruyter, Berlin u. a. 1991, ISBN 3-11-012737-7, S. 13–17.
- Ulrich Gehrig: Die Greifenprotomen aus dem Heraion von Samos (= Samos. 9). Habelt, Bonn 2004, ISBN 3-7749-3271-9.
- Hans-Volkmar Herrmann: Die Kessel der orientalisierenden Zeit. Band 2: Kesselprotomen und Stabdreifüsse (= Olympische Forschungen. 11). de Gruyter, Berlin u. a. 1979, ISBN 3-11-007209-2.
- Alfred Mallwitz: Olympia und seine Bauten. Prestel, München 1972, ISBN 3-7913-0321-X, S. 46–51.
- Klaus Tuchelt: Tiergefässe in Kopf- und Protomengestalt. Untersuchungen zur Formengeschichte tierköpfiger Giessgefässe (= Istanbuler Forschungen. 22). Gebr. Mann, Berlin 1962.